# 秋山徳三郎
秋山 徳三郎（あきやま とくさぶろう、1891年（明治24年）2月22日 - 1968年（昭和43年）2月26日）は、日本の陸軍軍人。最終階級は陸軍中将。

## 経歴
兵庫県青垣町（現：丹波市）おいて、秋山宝右衛門の二男として生まれる。柏原中学校卒を経て、1912年（明治45年）5月、陸軍士官学校（24期）を卒業。同年12月、工兵少尉に任官し工兵第10大隊付となる。1915年（大正4年）12月、陸軍砲工学校高等科を卒業。さらに陸軍派遣学生として東京帝国大学工科大学土木科で学び1919年（大正8年）7月に卒業した。その際、南清博士奨励記念賞を受賞している。
1920年（大正9年）4月、陸軍築城本部員となり、英仏駐在を経て、1924年（大正13年）10月、イギリス工兵校を卒業。1926年（大正15年）8月、陸軍省軍務局課員に発令され、陸軍技術本部イギリス駐在官、関東軍特務部員（満州国国道局顧問）、陸軍航空本部員を経て、1935年（昭和10年）8月、工兵大佐に昇進し兵器局器材課長に就任。
1936年（昭和11年）8月、兵器局機械課長となり、電信第1連隊長を経て、1938年（昭和13年）7月、陸軍少将に進級し工兵監部付となる。同年12月、航空本部第2部長兼大本営野戦航空兵器長官に就任し、1941年（昭和16年）8月、陸軍中将に進み太平洋戦争を迎えた。
1942年（昭和17年）2月、工兵監部付となり、同年8月、陸軍築城部本部長に就任。兼飛行場設定練習部長を経て、1943年（昭和18年）12月、中国軍需監理部長となり、1944年（昭和19年）11月、陸軍燃料本部長に就任し終戦を迎えた。1945年（昭和20年）11月に復員。
1947年（昭和22年）11月28日、公職追放仮指定を受けた。

## 栄典
- 1913年（大正2年）2月20日 - 正八位[6]

## 伝記
- 石井正紀『技術中将の日米戦争 - 陸軍の俊才テクノクラート秋山徳三郎』光人社〈光人社NF文庫〉、2006年。
- 秋山徳三郎追想録編集委員会編『秋山徳三郎君の思い出』新光道路、1968年。